# Самотшаськ (Мазовецьке воєводство)
Самотшаськ (пол. Samotrzask) — село в Польщі, у гміні Лохув Венґровського повіту Мазовецького воєводства.
Населення — 104 особи (2011).
У 1975-1998 роках село належало до Седлецького воєводства.

## Демографія
Демографічна структура станом на 31 березня 2011 року:
|          | Загалом | Допрацездатний вік | Працездатний вік | Постпрацездатний вік |
| -------- | ------- | ------------------ | ---------------- | -------------------- |
| Чоловіки | 52      | 8                  | 40               | 4                    |
| Жінки    | 52      | 15                 | 28               | 9                    |
| Разом    | 104     | 23                 | 68               | 13                   |